# Lori Lightfoot
Pour les articles homonymes, voir Lightfoot.
Lori Lightfoot, née le 4 août 1962 à Massillon (Ohio), est une femme politique et procureure américaine, maire de Chicago de 2019 à 2023. Elle est la première personne homosexuelle et la première femme noire maire de la ville. Lightfoot est la deuxième femme à être élue maire de Chicago après Jane Byrne (première femme élue à ce poste en 1979).

## Biographie
Lori Elaine Lightfoot naît le 4 août 1962 à Massillon, dans l'Ohio. Sa mère est secrétaire médicale et membre du conseil d'administration de l'école, et son père, ouvrier et concierge. Elle étudie à la Washington High School à Massillon, où elle est présidente des élèves. Son association d'anciens élèves du lycée la nomme « citoyenne distinguée » en 2013,,. Lightfoot obtient son baccalauréat ès arts en sciences politiques de l'université du Michigan, occupant successivement sept emplois pour financer ses études,. Elle travaille pour les membres du Congrès Ralph Regula et Barbara Mikulski, avant de s'inscrire à la faculté de droit de l’université de Chicago, où elle obtient une bourse. Elle dirige avec succès un mouvement visant à interdire l'accès à un cabinet d'avocats sur le campus de la faculté, après les propos racistes et sexistes d'un recruteur à l'encontre d'une étudiante. Lori Lightfoot travaille également pour le juge Charles Levin de la Cour suprême du Michigan. Elle obtient son doctorat en droit à l'université de Chicago en 1989,.

## Début de carrière

### Procureure adjointe
Lori Lightfoot entre pour la première fois dans le secteur public en tant que procureure adjointe des États-Unis pour le Northern District of Illinois. Elle est animée par trois motivations principales pour cela : le désir de représenter la communauté afro-américaine, un sentiment d'injustice à la suite du meurtre d'un membre de sa famille par un membre du Ku Klux Klan dans les années 1920 et les problèmes de son frère aîné avec la loi. 
En tant que procureure fédérale, Lori Lightfoot participe à l’opération Silver Shovel, une enquête du FBI sur la corruption à Chicago. Elle aide à condamner l'échevin Virgil Jones. 
Le juge Richard Posner met en garde Lori Lightfoot pour avoir caché l'emplacement d'un suspect dans une affaire d'extradition vers la Norvège par la Cour d'appel du septième circuit des États-Unis. Lori Lightfoot et le ministère de la Justice contestent cette interprétation de ses actes.

### Commission de surveillance des activités de la police de Chicago
En 2002, Lori Lightfoot est nommée par le maire Richard M. Daley, administratrice en chef de la commission de surveillance des activités de la police de Chicago - une commission qui a été supprimée depuis. Elle occupe le poste pendant deux ans. Elle enquête sur d'éventuelles fautes professionnelles de la police, notamment lors de tirs sur des civils. Toutefois, un rapport du Chicago Tribune affirme que les enquêtes de la commission manquent souvent d'examen approfondi. Lori Lightfoot affirme que ses recommandations de mesures disciplinaires sont souvent rejetées par les services de police.
Lori Lightfoot recommande le licenciement de l'officier Alvin Weems, qui a abattu Michael Pleasance, un homme sans arme. Des preuves vidéo contredisant les affirmations initiales de Weems sont révélées, et même Weems exprime alors le sentiment que la fusillade était injustifiée. Il n'est pas licencié, mais la ville est contrainte de payer un dédommagement à la famille Pleasance. Weems se suicide un peu plus tard.
Dans le cas controversé où l'officier Phyllis Clinkscales abat Robert Washington, un jeune homme de 17 ans sans arme, le Chicago Tribune déclare que Lori Lightfoot considère que la fusillade est justifiée, alors que son prédécesseur avait appelé au limogeage de Clinkscales. Le récit de Clinkscales sur les événements de la fusillade contenait des déclarations mensongères. Lori Lightfoot conteste ce récit de l'affaire Clinkscales, affirmant que son prédécesseur avait considéré le tir comme injustifié, alors que le surintendant de la police de l'époque ne l'avait pas suivi. Elle déclare que son action dans l'affaire fut de réclamer une suspension de 30 jours pour Clinkscales, ce qui, selon elle, était le plus qu'elle pouvait faire, compte tenu des circonstances,.

### Autres rôles dans l'administration municipale de Chicago
Elle est adjointe au département des achats de Chicago, où, à la grande fureur du maire Daley, elle et sa cheffe, Mary Dempsey, enquêtent sur la corruption à Chicago, en particulier sur Tony Rezko (en), l'associé de Rod Blagojevich, gouverneur de l'Illinois et sur un éminent donateur de Daley, Elzie Higginbottom,.

### Pratique privée

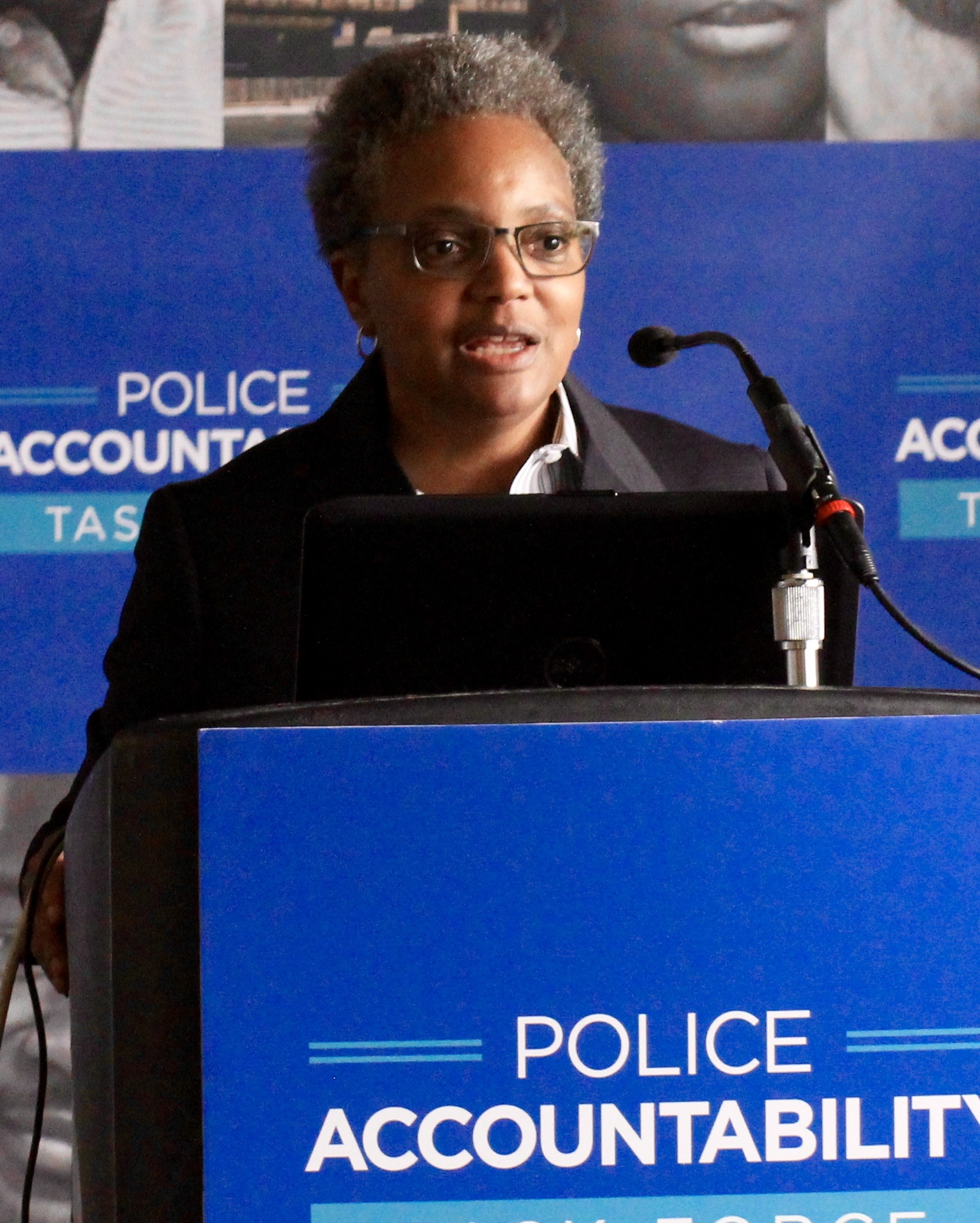
Lori Lightfoot lors d'une conférence de presse du groupe de travail sur la responsabilité policière en 2016.

En tant qu'avocate chez Mayer Brown, Lori Lightfoot représente les républicains contre le gerrymandering des démocrates. Elle défend également l'agent de police de Chicago, Paul Powers, pour des accusations de voies de fait. En 2019, après avoir été critiquée pour avoir défendu Powers, Lori Lightfoot cite une preuve vidéo en faveur de l'innocence de son ancien client.
Elle défend la ville de Chicago contre les accusations portées par la famille d'une femme souffrant de maladie mentale, Christina Eilman, qui a été arrêtée par la police de Chicago après un effondrement nerveux à l'aéroport de Midway. Eilman est relâchée par la police à Englewood, elle subit alors une agression sexuelle et chute de sept étages. La famille d'Eilman conclut un règlement de 22,5 millions de dollars avec la ville,.
Lori Lightfoot siège également aux conseils d’administration des chapitres de NARAL et de l’ACLU dans l’Illinois. Elle exerce les fonctions de conseil externe pour la Bank of America.

### Administration de la police de Chicago et groupe de travail sur la responsabilité de la police
Le maire Rahm Emanuel la nomme en 2015 à la présidence du conseil d'administration de la police de Chicago. Celui-ci doit formuler des recommandations pour des mesures disciplinaires en cas de fautes professionnelles des policiers. Sous la direction de Lori Lightfoot, le conseil est plus sévère, et renvoie les officiers dans 72 % des cas. À la suite de la controverse entourant le meurtre de Laquan McDonald, Emanuel la nomme également présidente d'un nouveau groupe de travail sur la responsabilité policière. En 2016, ce groupe de travail publie un rapport critiquant les pratiques du service de police de Chicago et le code du silence du syndicat de la police. La section de Chicago du Black Youth Project 100, groupe de lutte contre la violence policière publie néanmoins une déclaration dénonçant le  manque de responsabilité de Lori Lightfoot, du conseil d’administration et du groupe de travail.
En 2017, Emanuel renouvelle le mandat de Lori Lightfoot à la présidence du conseil de police, juste après un différend entre elle et Emanuel au sujet des tentatives d'Emanuel de négocier avec les fonctionnaires du département de la Justice de l'administration Trump un accord de réforme de la police. Il souhaite par cette négociation éviter la surveillance d'un juge fédéral. Lori Lightfoot qualifie l'approche d'Emanuel de « fondamentalement erronée ». À ce moment-là, Lori Lightfoot dément les rumeurs selon lesquelles elle se prépare à la course à la mairie de Chicago en 2019. Elle démissionne de la commission de police en mai 2018, juste avant, finalement, d'annoncer sa candidature pour la mairie.

## Vie politique

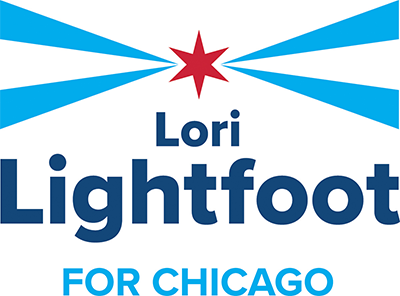
Logo de campagne pour la mairie de Chicago.

### Campagne pour la mairie de Chicago
Le 10 mai 2018, Lightfoot annonce sa candidature à la mairie de Chicago lors des élections de 2019. Il s'agit de sa toute première candidature à une fonction publique,,. À l'été 2018, Lightfoot est la candidate qui dispose de plus de soutiens et de financements face à Emanuel, maire sortant ayant accompli deux mandats,. Cependant, à l'automne, Emanuel se retire, ce qui conduit d'autres candidats de premier plan tels que Gery Chico (en), William Daley, Susana Mendoza (en) et Toni Preckwinkle (en), une autre candidate démocrate afro-américaine, à se présenter.
Selon des rumeurs qu'elle dément, Preckwinkle aurait fait pression sur Lightfoot pour qu'elle abandonne la course. En décembre, après que Lightfoot eut soumis les signatures nécessaires pour se présenter, l'équipe de campagne de Preckwinkle affirme que nombre de ces signatures sont falsifiées. Les commissaires du conseil des élections de Chicago concluent néanmoins que Lori Lightfoot possède suffisamment de signatures valides. 
En janvier, la course est bouleversée par un important scandale de corruption impliquant l'échevin de Chicago, Ed Burke (en). Lightfoot diffuse une publicité télévisée qui critique les liens de l'échevin avec Daley, Mendoza et Preckwinkle et les qualifie « des quatre de Burke ».
Lori Lightfoot obtient le soutien des groupes LGBTQ, de politiciens locaux, et de la rédaction du Chicago Sun-Times. Si en janvier, les sondages lui prédisent seulement entre 2 % et 5 % des intentions de vote,,, ces dernières passent à plus de 10 % dans les sondages publiés dans les semaines précédant les élections,. 
Peu de temps avant les élections, Scott Cisek, directeur de campagne de Preckwinkle, déclenche une polémique en comparant Lori Lightfoot à une nazie. Preckwinkle renvoie Cisek et s'excuse publiquement.
Lori Lightfoot crée alors la surprise en arrivant en tête au premier tour en février. Elle et Preckwinkle se qualifient pour le second tour. Elle reçoit le soutien du Sun-Times et du Chicago Tribune avant le deuxième tour,. Plusieurs candidats du premier tour, dont Mendoza, Chico, Paul Vallas et Willie Wilson se déclarent également en faveur de Lightfoot,. Lightfoot obtient alors une avance considérable sur Preckwinkle dans les sondages menés pendant la campagne du second tour,,,,,,.
Avant le second tour, Lori Lightfoot est critiquée par des activistes pour son bilan en matière de responsabilité de la police et en tant que procureure,. Chancelor Bennett, musicien et activiste basé à Chicago, ancien partisan d'Amara Enyia et fils d'un des directeurs de campagne de Preckwinkle, également connu sous le nom de Chance the Rapper, apporte son soutien à Preckwinkle. Il déclare que le bilan de Lori Lightfoot en tant que procureure et employée du département de police de Chicago a été défavorable à la communauté noire de Chicago. Le parlementaire Bobby Rush, qui soutient Preckwinkle au second tour après avoir soutenu Daley au premier tour, formule des critiques similaires à l'encontre de Lori Lightfoot sur des questions de justice pénale,. Lightfoot se défend contre ces critiques et elle cite ses expériences personnelles en matière de discrimination raciale comme preuve qu'elle prendra en compte les préoccupations de la communauté noire. Elle est aussi critiquée pour avoir suggéré de transformer certaines anciennes écoles en écoles de police sur un forum de l'université de Chicago bien qu'elle ait plus tard désavoué cette suggestion sur Twitter. 
Bien qu'elle soit novice en politique, elle se présente comme une candidate du Parti démocrate. Elle axe son programme sur le progressisme et sur la réduction des inégalités sociales et raciales, notamment dans les quartiers sud et ouest de la ville, les plus pauvres et habités majoritairement par une population noire, qui restent défavorisés par rapport au centre financier et au nord de la ville, qui ont bénéficié des programmes de développement économique.
Le 2 avril 2019, elle est élue avec 74 % des voix. Lori Lightfoot aurait bénéficié du ras-le-bol face à la vie politique locale, notamment lié à la corruption et aux scandales policiers, sa position de novice lui donnant probablement un grand avantage par rapport à la candidate plus expérimentée. En étant élue, Lightfoot devient à la fois la première femme afro-américaine et la première personne ouvertement homosexuelle à devenir maire de Chicago, ainsi que la deuxième femme et la troisième personne afro-américaine à accéder à cette fonction. Chicago, troisième ville des États-Unis, devient aussi la plus grande ville du pays dirigée par une femme noire.

### Maire de Chicago

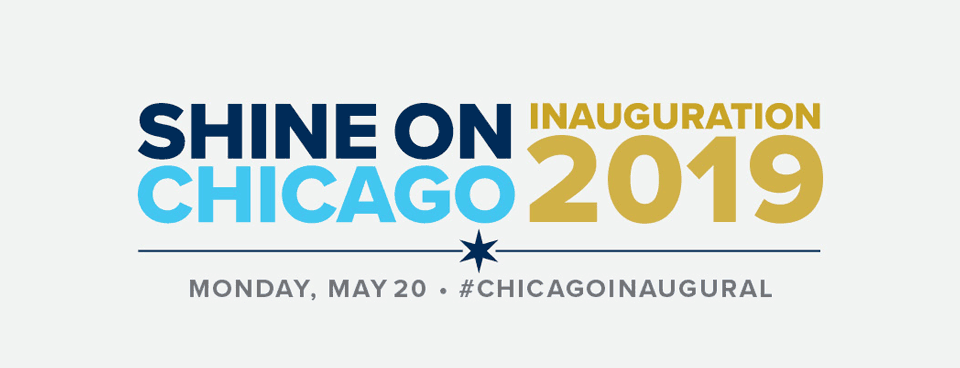
Logo utilisé lors de son investiture en tant que maire.

Elle entre en fonction le 20 mai 2019. Pour elle, la transition avec l'ancienne équipe sera facile et cordiale. Elle exprime le souhait que le bureau du procureur rouvre une enquête pour déterminer s'il y a eu des violations des droits civils associé au code du silence pour le meurtre de Laquan McDonald par un policier. 
Elle annonce qu'elle re-examinera le projet d'accord de la municipalité précédente concernant les projets d'aménagement « Lincoln Yards » et « les 78 ». Emanuel accepte de reporter le vote sur la subvention de la mairie. À la suite d'une négociation avec les aménageurs qui s'engagent à favoriser des sous-traitants dirigés par des minorités ou par des femmes à hauteur de 400 millions de dollars et à accepter le contrôle de la mairie sur ce point, Lighfoot annonce son soutien au projet. Le lendemain, la subvention est votée par l'ancienne équipe.
Durant les manifestations et émeutes consécutives à la mort de George Floyd, Lightfoot fait partie d'un groupe de maires démocrates qui s'oppose régulièrement à la politique du président Donald Trump d'envoyer des agents fédéraux dans les villes où les manifestations tournent fréquemment à l'émeute, jugeant que cela ne fait qu'empirer les tensions. Les critiques émises par ce groupe se durcissent après l'envoi de troupes fédérales à Portland (Oregon) le 4 juillet, dont les méthodes sont très controversées, notamment l'usage excessif de gaz lacrymogène y compris contre des manifestants pacifistes, et surtout des arrestations par des agents sans matricule ni signes distinctifs à bord de véhicules de location banalisés et qui arrête des manifestants voire des passants sans leur expliquer pourquoi - ce qui a souvent été comparé à des enlèvements. Le groupe juge notamment qu'il s'agit d'une intervention excessive dans les affaires internes des États fédérés, ce qui serait une atteinte au dixième amendement de la Constitution des États-Unis. Le 21 juillet 2020, une fusillade durant des funérailles à Chicago fait une quinzaine de blessés. Le 22 juillet, Trump et son ministre de la justice William P. Barr annoncent l'envoi de 200 agents fédéraux dans la ville pour « réduire la criminalité ». Lighfoot répond sur Twitter : « En aucun cas je ne laisserai les soldats de Donald Trump venir à Chicago et terroriser nos habitants. ».
En mai 2021, se déclarant « frappée par la proportion ultra-dominante de personnes blanches et d’hommes au sein des médias de Chicago », alors que « plus de la moitié des habitants sont noirs, hispaniques, d’origine asiatique ou amérindienne », elle réserve l'interview consacrée à ses deux premières années de mandat à des journalistes issus de minorités. L'initiative est soutenue par certains et critiquée par d'autres, eux-mêmes issus des minorités. Gregory Pratt du Chicago Tribune écrit ainsi : « Les politiciens ne choisissent pas qui les couvre », quand Charles Whitaker, du même média, déclare : « Nous n’accepterions jamais, jamais, même dans un million d’années, qu’un politicien blanc fasse la même chose ».
Candidate à un second mandat, elle termine à la troisième place du scrutin le 28 février 2023 et échoue donc à se faire réélire. Selon Le Monde, il existe plusieurs raisons à cette « débandade », la première étant la criminalité. « Les faits de délinquance ont augmenté de 33 % dans la ville au total depuis 2019. Pendant ce temps, le nombre de policiers a décru, en raison d’une vague de départs à la retraite non compensée. ».
Le 4 avril 2023, le démocrate Brandon Johnson remporte les élections municipales de Chicago. Il succède le 15 mai à Lightfoot en prenant ses fonctions de maire de la ville.

## Vie privée
Lori Lighfoot est mariée à Amy Eshleman, une ancienne employée de la bibliothèque publique de Chicago. Amy Eshleman s'occupe maintenant à plein temps de leur fille adoptive. Elle est abonnée aux Bears de Chicago (football américain) depuis 20 ans et aux White Sox de Chicago (baseball).

## Responsabilités publiques
- Procureure adjointe des États-Unis pour le district nord de l'Illinois (1996-2002).
- Administrateur en chef du Bureau des normes professionnelles du département de police de Chicago (2002-2004)
- Cheffe de cabinet et avocate générale du Bureau de la gestion des urgences et des communications de Chicago (2004-2005)
- Première adjointe aux achats par intérim du département des services d'achat de la ville de Chicago (2005)
- Présidente du conseil d'administration de la police de Chicago (2015-2018)
- 56e maire de Chicago (20 mai 2019 - 15 mai 2023)